# Iwan Gołubiew
Iwan Grigorjewicz Gołubiew (ros. Иван Григорьевич Голубев, ur. 1906, zm. 1974) – radziecki polityk, działacz partyjny.
W 1928 został przyjęty do WKP(b). Od 29 czerwca 1940 do 28 lipca 1944 zajmował stanowisko I sekretarza Krasnojarskiego Komitetu Krajowego WKP(b).